# Kanton Macouba
Kanton Macouba is een voormalig kanton van het Franse departement Martinique. Kanton Macouba maakte deel uit van het arrondissement La Trinité en telde 2.120 inwoners (2007). Het kanton had een oppervlakte van 33,53 km² en een dichtheid van 63 inwoners per vierkante kilometer. Het werd zoals alle kantons van Martinique opgeheven op 1 januari 2016.

## Gemeenten
Het kanton Macouba omvatte de volgende gemeenten:
- Grand'Rivière
- Macouba (hoofdplaats)